# Associazione Calcio Femminile Torino 2012-2013
Questa voce raccoglie le informazioni riguardanti l'Associazione Calcio Femminile Torino nelle competizioni ufficiali della stagione 2012-2013.

## Stagione
Prima dell'avvio della stagione la società si trova ad affrontare una serie di problemi legati ad una forte crisi economica, con molte tesserate che dal calciomercato estivo ottengono di svincolarsi trasferendosi in alcuni casi a club stranieri. La guida tecnica passa da Licio Russo all'esordiente Eraldo Nicco che deve ricorrere ampiamente al vivaio della squadra piemontese inserendo in rosa più d'una calciatrice proveniente dalla formazione primavera, vincitrice del campionato di categoria 2011-2012.
La stagione del Torino inizia il 2 settembre 2012, con il primo turno preliminare del girone di qualificazione della Coppa Italia, dove incontra fuori casa l'Alessandria venendone sconfitto per 1-0 con la conseguente immediata eliminazione dal torneo.
Nel campionato di Serie A la prestazione generale della squadra è sottolineata dai risultati sfavorevoli alla squadra in maglia granata fin dalle prime giornate; a parte la vittoria esterna per 1-0 sul Firenze alla seconda giornata, il Torino inanella una serie di 17 sconfitte consecutive che lo fanno ben presto sprofondare alla sedicesima e ultima posizione in classifica, posizione che non riuscirà a superare fino al termine del campionato.
Con sole due vittorie, due pareggi e ventisei sconfitte, il peggior attacco del campionato, sole 14 reti siglate con il miglior marcatore Giulia Grassino (3 reti), e la seconda secondo peggiore difesa, 92 reti incassate dietro solo al Fortitudo Mozzecane (96), il Torino conclude con 7 punti, a 5 dal Fortitudo Mozzecane e a 14 dall'ultimo posto utile per lo spareggio previsto dal regolamento, costringendo la squadra alla retrocessione in Serie B dopo ventisette campionati consecutivi disputati nella massima serie del campionato italiano femminile di calcio.

## Rosa
Rosa e ruoli, tratti dal sito Football.it.
| N. |                    | Ruolo | Calciatrice          |
| -- | ------------------ | ----- | -------------------- |
|    | Romania (bandiera) | P     | Camelia Ceasar       |
|    | Italia (bandiera)  | P     | Valery Olivetti      |
|    | Italia (bandiera)  | P     | Arianna Ozimo        |
|    | Italia (bandiera)  | D     | Brigitta Aghem       |
|    | Italia (bandiera)  | D     | Giulia Beghini       |
|    | Italia (bandiera)  | D     | Valentina Capra      |
|    | Italia (bandiera)  | D     | Valentina Siria Cena |
|    | Italia (bandiera)  | D     | Francesca Coluccio   |
|    | Italia (bandiera)  | D     | Kenia Dragone        |
|    | Italia (bandiera)  | D     | Stefania Favole      |
|    | Italia (bandiera)  | D     | Jessica Lettieri     |
|    | Italia (bandiera)  | D     | Giada Nicco          |
|    | Italia (bandiera)  | D     | Ilaria Nigro         |
|    | Italia (bandiera)  | D     | Eleonora Rosso       |
|    | Italia (bandiera)  | D     | Daniela Sorleto      |
|    | Italia (bandiera)  | D     | Francesca Welter     |

| N. |                   | Ruolo | Calciatrice        |
| -- | ----------------- | ----- | ------------------ |
|    | Italia (bandiera) | D     | Greta Vallotto     |
|    | Italia (bandiera) | C     | Martina Ambrosi    |
|    | Italia (bandiera) | C     | Chiara Eusebio     |
|    | Italia (bandiera) | C     | Annalisa Favole    |
|    | Italia (bandiera) | C     | Sara Malara        |
|    | Italia (bandiera) | C     | Francesca Martin   |
|    | Italia (bandiera) | C     | Giorgia Tudisco    |
|    | Italia (bandiera) | A     | Laura Barberis     |
|    | Italia (bandiera) | A     | Raffaella Barbieri |
|    | Italia (bandiera) | A     | Giulia Crisantino  |
|    | Italia (bandiera) | A     | Giulia Grassino    |
|    | Italia (bandiera) | A     | Claudia Lodola     |
|    | Italia (bandiera) | A     | Enrica Lupo        |
|    | Italia (bandiera) | A     | Federica Praticò   |
|    | Italia (bandiera) | A     | Erika Ponzio       |
|    | Italia (bandiera) | A     | Federica Tordella  |

## Calciomercato

### Sessione estiva
| Acquisti | Acquisti | Acquisti | Acquisti |
| R.       | Nome     | da       | Modalità |
| -------- | -------- | -------- | -------- |
|          |          |          |          |

| Cessioni | Cessioni          | Cessioni           | Cessioni |
| R.       | Nome              | a                  | Modalità |
| -------- | ----------------- | ------------------ | -------- |
| P        | Federica Russo    | Rapid Lugano       |          |
| D        | Manuela Bosi      | Alessandria        |          |
| D        | Elisabetta Parodi | ?                  |          |
| D        | Cecilia Salvai    | Rapid Lugano       |          |
| C        | Michela Franco    | Napoli             |          |
| C        | Sandra Fält       | ?                  |          |
| C        | Tatiana Zorri     | Bardolino Verona   |          |
| C        | Simona Sodini     | Riviera di Romagna |          |
| C        | Erika Moretti     | Juventus Torino    |          |
| C        | Valeria Avalle    | ?                  |          |
| C        | Barbara Bonansea  | Brescia            |          |
| A        | Claudia Lodola    | ?                  |          |
| A        | Morena Spanu      | ?                  |          |
| A        | Rui Azzurra Guo   | ?                  |          |
| A        | Sabrina Papapicco | Pink Sport Time    |          |

### Sessione invernale
| Acquisti | Acquisti       | Acquisti    | Acquisti      |
| R.       | Nome           | da          | Modalità      |
| -------- | -------------- | ----------- | ------------- |
| D        | Brigitta Aghem | Alessandria | fine prestito |

|  |

## Risultati

### Serie A

#### Girone di andata
| Torino 22 settembre 2012, ore 15:00 CEST 1ª giornata                                                  | Torino    | 2 – 5 referto                        | Riviera di Romagna | Stadio Primo Nebiolo |
| \| \| \| \| \| Favole 22’ (rig.) Grassino 40’ \| Marcatori \| 2’, 50’, 74’, 82’ Sodini 88’ Ugolini \| |           |                                      |                    |                      |
| |           |                                      |                    |                      |
| Favole 22’ (rig.) Grassino 40’                                                                        | Marcatori | 2’, 50’, 74’, 82’ Sodini 88’ Ugolini |                    |                      |

| Arbitro: | Giovanni Caldi (Carrara) |

|  |           |            |
|  | Marcatori | 7’ Tudisco |

| Arbitro: | Mario Berger (Pinerolo) |

|              |           |                                                        |
| Grassino 12’ | Marcatori | 22’, 45’ Pini 60’ Battocchio 79’ Girelli 82’ Carissimi |

| Arbitro: | Fabio Cappelletto (Treviso) |

|                                                                            |           |  |
| Mauro 27’, 74’ Tuttino 49’ Zandomenichi 68’ Brumana 70’ Camporese 85’, 86’ | Marcatori |  |

| Arbitro: | Federico Di Giovanni (Brescia) |

|  |           |                               |
|  | Marcatori | 31’ Cassanelli 66’ Berarducci |

| Arbitro: | Marco Ceccon (Lovere) |

|                              |           |              |
| Ricco 29’, 58’ Carminati 46’ | Marcatori | 14’ Grassino |

| Arbitro: | Pietro Lattanzi (Milano) |

|  |           |              |
|  | Marcatori | 24’ Giacinti |

| Arbitro: | Gianluca Bariola (Piacenza) |

|                                         |           |  |
| Tarenzi 59’ Dossi 67’ Piccinno 77’, 91’ | Marcatori |  |

| Arbitro: | Francesco Croce (Novara) |

|  |           |                                                               |
|  | Marcatori | 33’, 43’, 75’ Tona 53’ Panico 83’ (rig.) Iannella 91’ Fuselli |

| Arbitro: | Luca Zufferli (Udine) |

|                      |           |            |
| Lotto 70’ Zanoni 75’ | Marcatori | 37’ Favole |

| Arbitro: | Marco Azzaro (Ragusa) |

|            |           |                              |
| Ponzio 21’ | Marcatori | 41’, 64’ Bonansea 89’ Brayda |

| Arbitro: | Thomas Miniutti (Maniago) |

|                           |           |  |
| Sardu 9’ Vicchiarello 23’ | Marcatori |  |

| Arbitro: | Jacopo Fumagalli (Cremona) |

|            |           |                          |
| Eusebio 1’ | Marcatori | 70’ Brutti 85’ Perobello |

| Arbitro: | Niccolò Zizza (Finale Emilia) |

|  |           |               |
|  | Marcatori | 28’ Brambilla |

| Arbitro: | Federico Pragliola (Terni) |

|                           |           |  |
| Saravalle 31’ Pugnali 78’ | Marcatori |  |

#### Girone di ritorno
| Arbitro: | Antonio Borriello (Torre del Greco) |

|                                                   |           |  |
| Sodini 39’, 50’ Rosso 59’ (aut.) Aghem 88’ (aut.) | Marcatori |  |

| Arbitro: | Enrico Olmo Spolaore (Torino) |

|  |           |                                   |
|  | Marcatori | 15’, 85’, 87’ Guagni 92’ Corsiani |

| Arbitro: | Luca Pedretti (Lovere) |

|                                                                                          |           |  |
| Capelloni 7’, 72’ Karlsson 19’ Toselli 36’ Zorri 44’, 83’ (rig.) Pini 46’ Mason 51’, 52’ | Marcatori |  |

| Arbitro: | Emanuele De Luca (Reggio nell'Emilia) |

|          |           |                                                                |
| Lupo 60’ | Marcatori | 10’ Zuliani 15’ Nardella 30’ (rig.), 40’ Camporese 44’ Laterza |

| Arbitro: | Santolo Lippiello (Avellino) |

|                 |           |          |
| Lombardozzi 36’ | Marcatori | 48’ Lupo |

| Arbitro: | Andrea Siciliani (Genova) |

|  |           |          |
|  | Marcatori | 60’ Erba |

| Arbitro: | Michele Somma (Castellammare di Stabia) |

|                                                                                 |           |              |
| Giacinti 3’, 63’ Pirone 13’, 70’ Yamamoto 32’ Giuliano 88’ (rig.) Privitera 91’ | Marcatori | 65’ Barberis |

| Arbitro: | Michele Giordano (Novara) |

|  |           |                                |
|  | Marcatori | 71’ Piva 85’ Tarenzi 88’ Mauri |

| Sassari 16 marzo 2013, ore 14:00 CET 24ª giornata | Torres | 3 – 0 (a tav.) referto | Torino | Stadio Vanni Sanna |

| Arbitro: | Mario Berger (Pinerolo) |

|  |           |                                   |
|  | Marcatori | 55’ Cavallini 70’ (rig.) Sedonati |

| Arbitro: | Nicola Locatelli (Lovere) |

|                                |           |  |
| Sabatino 10’, 51’ Bonansea 35’ | Marcatori |  |

| Arbitro: | Pietro Lattanzi (Milano) |

|  |           |                           |
|  | Marcatori | 34’ Soro 88’ Vicchiarello |

| Arbitro: | Marco Gasparin (Schio) |

|                     |           |             |
| Faccioli 51’ (rig.) | Marcatori | 30’ Praticò |

| Arbitro: | Mario Gallione (La Spezia) |

|  |           |              |
|  | Marcatori | 23’ Barbieri |

| Arbitro: | Marcello Roca (Bari) |

|              |           |                         |
| Barbieri 19’ | Marcatori | 11’ Natalizi 50’ Parise |

### Coppa Italia

#### Primo turno
| Alessandria 2 settembre 2012, ore 15:30 CEST Primo turno | Alessandria | 1 – 0 | Torino | Stadio Giuseppe Moccagatta |

## Statistiche

### Statistiche di squadra
| Competizione | Punti  | In casa | In casa | In casa | In casa | In casa | In casa | In trasferta | In trasferta | In trasferta | In trasferta | In trasferta | In trasferta | Totale | Totale | Totale | Totale | Totale | Totale | DR  |
| Competizione | Punti  | G       | V       | N       | P       | Gf      | Gs      | G            | V            | N            | P            | Gf           | Gs           | G      | V      | N      | P      | Gf     | Gs     | DR  |
| ------------ | ------ | ------- | ------- | ------- | ------- | ------- | ------- | ------------ | ------------ | ------------ | ------------ | ------------ | ------------ | ------ | ------ | ------ | ------ | ------ | ------ | --- |
| Serie A      | 7 (-1) | 15      | 0       | 0       | 15      | 7       | 44      | 15           | 2            | 2            | 11           | 7            | 48           | 30     | 2      | 2      | 26     | 14     | 92     | -78 |
| Coppa Italia | -      | 0       | 0       | 0       | 0       | 0       | 0       | 1            | 0            | 0            | 1            | 0            | 1            | 1      | 0      | 0      | 1      | 0      | 1      | -1  |
| Totale       | -      | 15      | 0       | 0       | 15      | 7       | 44      | 16           | 2            | 2            | 12           | 7            | 49           | 31     | 2      | 2      | 27     | 14     | 93     | -79 |

### Andamento in campionato
| Giornata  | 1 | 2 | 3 | 4 | 5 | 6  | 7 | 8 | 9  | 10 | 11 | 12 | 13 | 14 | 15 | 16 | 17 | 18 | 19 | 20 | 21 | 22 | 23 | 24 | 25 | 26 | 27 | 28 | 29 | 30 |
| --------- | - | - | - | - | - | -- | - | - | -- | -- | -- | -- | -- | -- | -- | -- | -- | -- | -- | -- | -- | -- | -- | -- | -- | -- | -- | -- | -- | -- |
| Luogo     | C | T | C | T | C | T  | C | T | C  | T  | C  | T  | C  | C  | T  | T  | C  | T  | C  | T  | C  | T  | C  | T  | C  | T  | C  | T  | T  | C  |
| Risultato | P | V | P | P | P | P  | P | P | P  | P  | P  | P  | P  | P  | P  | P  | P  | P  | P  | N  | P  | P  | P  | P  | P  | P  | P  | N  | V  | P  |
| Posizione |   |   |   |   |   | 14 |   |   | 15 | 15 | 16 | 16 | 16 | 16 | 16 | 16 | 16 | 16 | 16 | 16 | 16 | 16 | 16 | 16 | 16 | 16 | 16 | 16 | 16 | 16 |

Legenda:

Luogo: C = Casa; T = Trasferta. Risultato: V = Vittoria; N = Pareggio; P = Sconfitta.

### Statistiche delle giocatrici
| Giocatore     | Serie A  | Serie A | Serie A     | Serie A    | Coppa Italia | Coppa Italia | Coppa Italia | Coppa Italia | Totale   | Totale | Totale      | Totale     |
| Giocatore     | Presenze | Reti    | Ammonizioni | Espulsioni | Presenze     | Reti         | Ammonizioni  | Espulsioni   | Presenze | Reti   | Ammonizioni | Espulsioni |
| ------------- | -------- | ------- | ----------- | ---------- | ------------ | ------------ | ------------ | ------------ | -------- | ------ | ----------- | ---------- |
| B. Aghem      | 14       | 0       | 3           | 0          | ?            | ?            | ?            | ?            | 14+      | 0+     | 3+          | 0+         |
| M. Ambrosi    | 19       | 0       | 0           | 0          | ?            | ?            | ?            | ?            | 19+      | 0+     | 0+          | 0+         |
| L. Barberis   | 17       | 1       | 0           | 0          | ?            | ?            | ?            | ?            | 17+      | 1+     | 0+          | 0+         |
| R. Barbieri   | 10       | 2       | 0           | 0          | ?            | ?            | ?            | ?            | 10+      | 2+     | 0+          | 0+         |
| G. Beghini    | 9        | 0       | 0           | 0          | ?            | ?            | ?            | ?            | 9+       | 0+     | 0+          | 0+         |
| V. Capra      | 4        | 0       | 0           | 0          | ?            | ?            | ?            | ?            | 4+       | 0+     | 0+          | 0+         |
| C. Ceasar     | 20       | -52     | 0           | 0          | ?            | ?            | ?            | ?            | 20+      | -52+   | 0+          | 0+         |
| V. S. Cena    | 6        | 0       | 2           | 0          | ?            | ?            | ?            | ?            | 6+       | 0+     | 2+          | 0+         |
| F. Coluccio   | 12       | 0       | 0           | 0          | ?            | ?            | ?            | ?            | 12+      | 0+     | 0+          | 0+         |
| G. Crisantino | 14       | 0       | 1           | 0          | ?            | ?            | ?            | ?            | 14+      | 0+     | 1+          | 0+         |
| K. Dragone    | 5        | 0       | 0           | 0          | ?            | ?            | ?            | ?            | 5+       | 0+     | 0+          | 0+         |
| C. Eusebio    | 29       | 1       | 2           | 0          | ?            | ?            | ?            | ?            | 29+      | 1+     | 2+          | 0+         |
| A. Favole     | 25       | 2       | 2           | 0          | ?            | ?            | ?            | ?            | 25+      | 2+     | 2+          | 0+         |
| S. Favole     | 22       | 0       | 1           | 0          | ?            | ?            | ?            | ?            | 22+      | 0+     | 1+          | 0+         |
| G. Grassino   | 18       | 3       | 0           | 0          | ?            | ?            | ?            | ?            | 18+      | 3+     | 0+          | 0+         |
| J. Lettieri   | 7        | 0       | 0           | 0          | ?            | ?            | ?            | ?            | 7+       | 0+     | 0+          | 0+         |
| C. Lodola     | 3        | 0       | 0           | 0          | ?            | ?            | ?            | ?            | 3+       | 0+     | 0+          | 0+         |
| E. Lupo       | 17       | 2       | 0           | 0          | ?            | ?            | ?            | ?            | 17+      | 2+     | 0+          | 0+         |
| S. Malara     | 19       | 0       | 5           | 0          | ?            | ?            | ?            | ?            | 19+      | 0+     | 5+          | 0+         |
| F. Martin     | 0        | 0       | 0           | 0          | ?            | ?            | ?            | ?            | 0+       | 0+     | 0+          | 0+         |
| G. Nicco      | 23       | 0       | 1           | 0          | ?            | ?            | ?            | ?            | 23+      | 0+     | 1+          | 0+         |
| I. Nigro      | 1        | 0       | 0           | 0          | ?            | ?            | ?            | ?            | 1+       | 0+     | 0+          | 0+         |
| V. Olivetti   | 0        | 0       | 0           | 0          | ?            | ?            | ?            | ?            | 0+       | 0+     | 0+          | 0+         |
| A. Ozimo      | 13       | -37     | 0           | 0          | ?            | ?            | ?            | ?            | 13+      | -37+   | 0+          | 0+         |
| E. Ponzio     | 22       | 1       | 2           | 0          | ?            | ?            | ?            | ?            | 22+      | 1+     | 2+          | 0+         |
| F. Praticò    | 1        | 1       | 0           | 0          | ?            | ?            | ?            | ?            | 1+       | 1+     | 0+          | 0+         |
| E. Rosso      | 20       | 0       | 3           | 0          | ?            | ?            | ?            | ?            | 20+      | 0+     | 3+          | 0+         |
| D. Sorleto    | 1        | 0       | 0           | 0          | ?            | ?            | ?            | ?            | 1+       | 0+     | 0+          | 0+         |
| F. Tordella   | 0        | 0       | 0           | 0          | ?            | ?            | ?            | ?            | 0+       | 0+     | 0+          | 0+         |
| G. Tudisco    | 23       | 1       | 5           | 0          | ?            | ?            | ?            | ?            | 23+      | 1+     | 5+          | 0+         |
| F. Welter     | 7        | 0       | 0           | 0          | ?            | ?            | ?            | ?            | 7+       | 0+     | 0+          | 0+         |
| G. Vallotto   | 19       | 0       | 4           | 0          | ?            | ?            | ?            | ?            | 19+      | 0+     | 4+          | 0+         |